# アット・ザ・ドライヴイン
アット・ザ・ドライヴイン (At The Drive-In、略称ATDI) は、アメリカ合衆国テキサス州エルパソ出身のバンド。ポスト・ハードコアにカテゴライズされることが多い。
バンド名は、ポイズンの曲「トーク・ダーティ・トゥ・ミー」の歌詞から取っている。

## 略歴

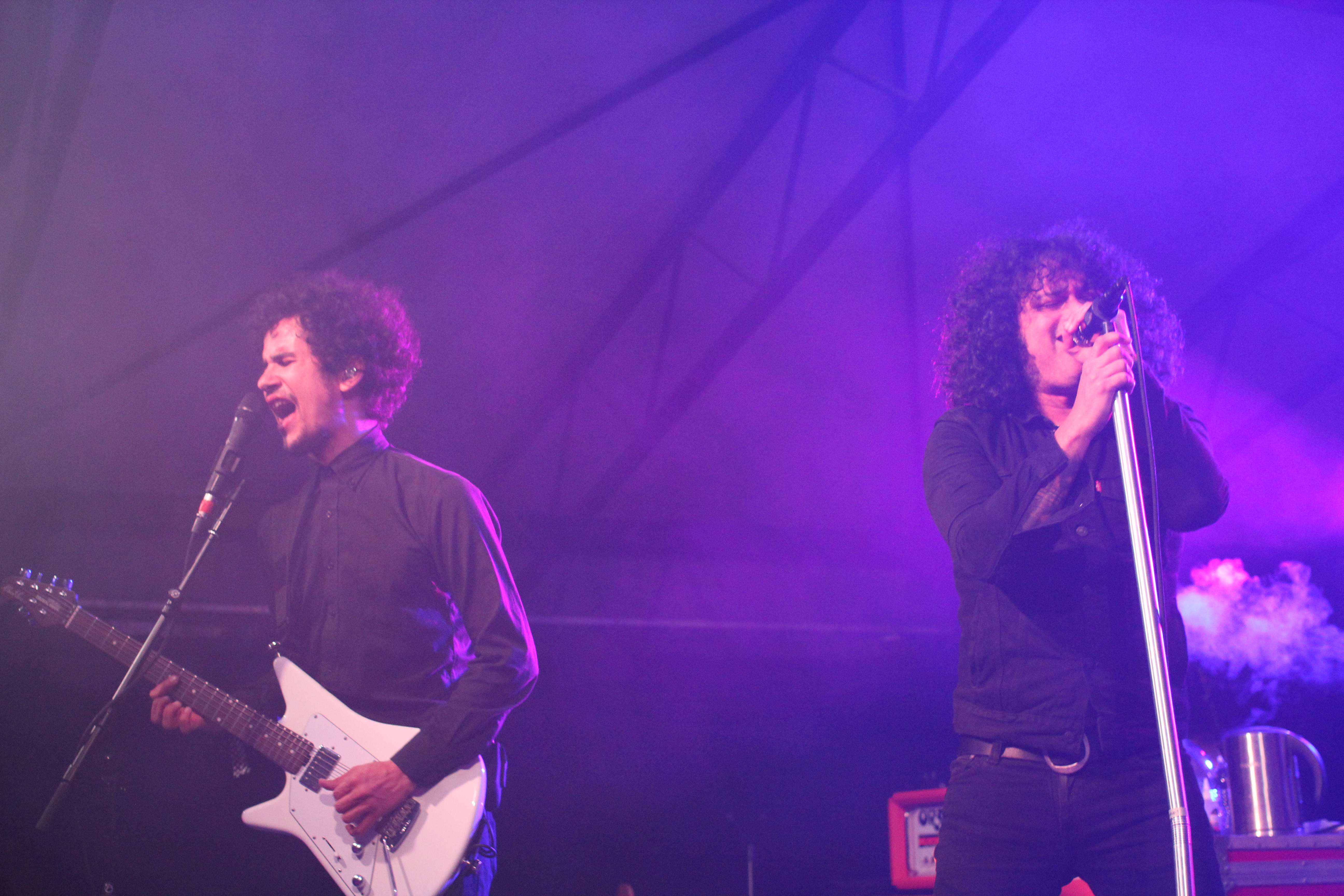
At The Drive In（2017年）

- 1994年、メキシコとの国境沿いにある街エルパソにてジム、セドリック、ジャレット、キーニー、バーニーによって結成。
  - 11月に自主レーベルのウェスタン・ブリード・レコーズからEP『Hell Paso』をリリース[1]。
- 1995年6月にEP『Alfaro Vive, Carajo!』をウェスタン・ブリード・レコーズよりリリース[2]。
- 1996年、オマー加入。
- 1997年、トニー、ポール加入。
- 1997年、1stアルバム『アクロバティック・テナメント（Acrobatic Tenement）』をフリップサイド・レコーズよりリリース[3]。
  - 9月にEP『El Gran Orgo』をオフタイム・レコーズよりリリース[4]。
- 1998年8月に2ndアルバム『イン・カジノ・アウト（In/Casino/Out）』をフィアレス・レコーズよりリリース[5]。
- 1999年、EP『ヴァヤ（Vaya）』をフィアレス・レコーズよりリリース[6]。
- 2000年に大手のグランド・ロイヤルと契約、先行シングルカットされた「ワン・アームド・シザー（One Armed Scissor）」で人気が急上昇する[7]。
  - 9月に、メジャーデビュー・アルバム『リレーションシップ・オブ・コマンド（Relationship Of Command）』をリリース[8]。リンプ・ビズキットやスリップノットなどのバンドを発掘したプロデューサーのロス・ロビンソンがサポートした事や、イギー・ポップがゲスト参加した事で注目を集める。
- 2001年3月に、「メンバー間の音楽性の違い」から突然の無期限活動休止を発表し、事実上の解散となった。
- その後、ジム、ポール、トニーはスパルタを結成し、セドリックとオマーは同時に活動していたデファクトを解散し、マーズ・ヴォルタを結成する。

しかしポールは2003年にスパルタを脱退しマーズ・ヴォルタに参加している。
- 2011年、再結成ライブを行うことを発表。
- 2012年、フジロックフェスティバルに出演。
- 2016年、ニューアルバムのリリースとワールドツアーを行うことを発表。3月にジムが脱退、後任にスパルタからキーリー・デイビスが加入。同22日からワールドツアー開催。8月20日・21日にサマーソニックに出演。
- 2017年5月、ニューアルバム『インターアリア』をリリースする[9]。
- 2018年11月、バンドはインスタグラムの公式アカウントで活動休止を宣言した[10]。

## メンバー
- セドリック・ビクスラー（Cedric Bixler 1974年11月4日 - ）(ボーカル/マラカス/鍵盤ハーモニカ)

オリジナルメンバー。
- オマー・ロドリゲス (Omar Rodríguez 1975年9月1日 - ) (ギター/コーラス/ベース)

1996年加入。
- ポール・ヒノジョス (Paul Hinojos 1975年7月17日 - ) (ベース)

1997年加入。
- トニー・ハジャー (Tony Hajjar 1974年8月17日 - ) (ドラムス)

1997年加入。
- キーリー・デイビス (Keeley Davis 1976年1月4日 - ) (ギター/コーラス)

2016年加入。バンド・スパルタのギタリスト。元メンバーのジム・ワードとはバンド・スパルタで共に活動している。

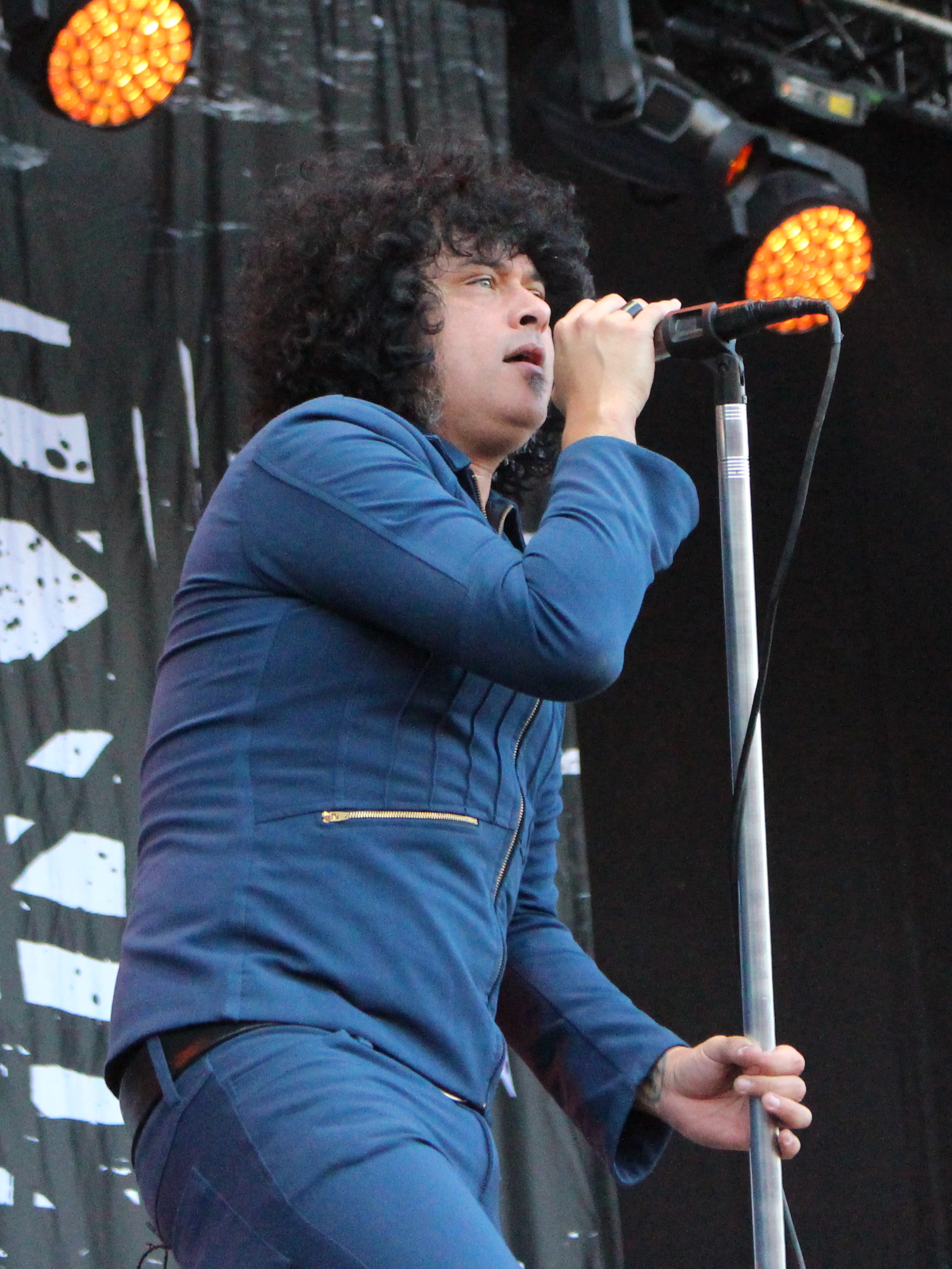
セドリック・ビクスラー（ボーカル）
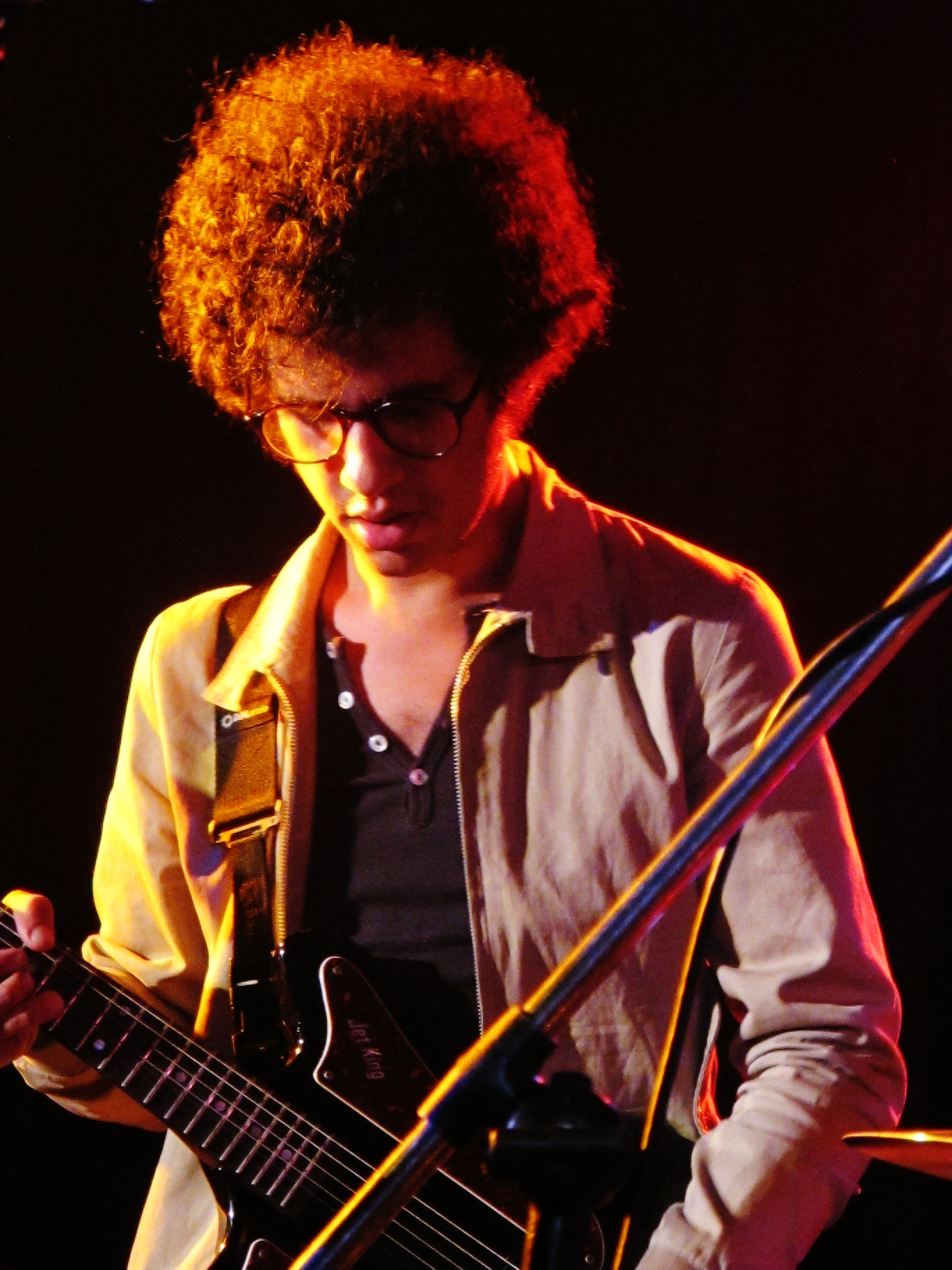
オマー・ロドリゲス（ギター）
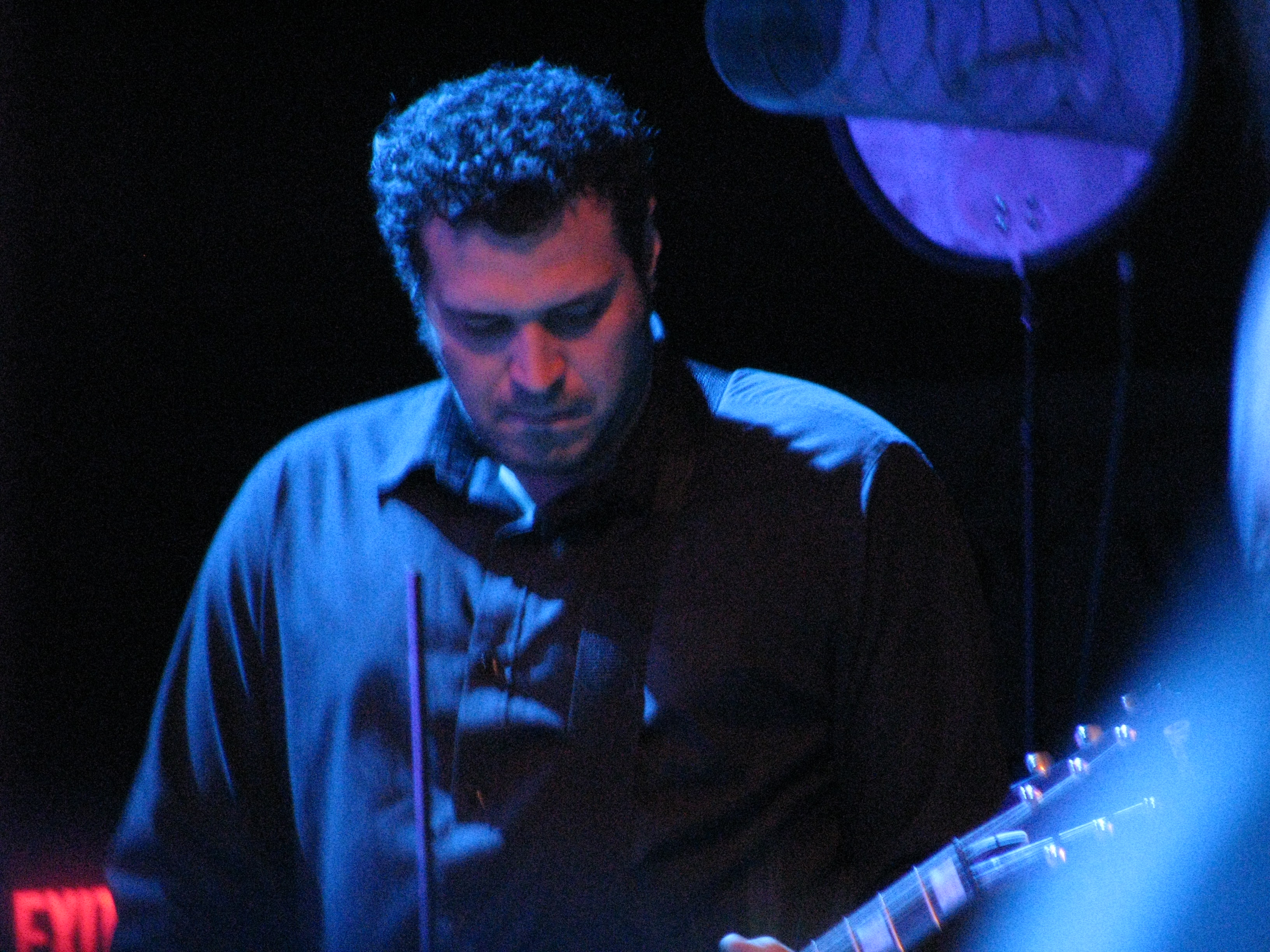
ポール・ヒノジョス（ベース）
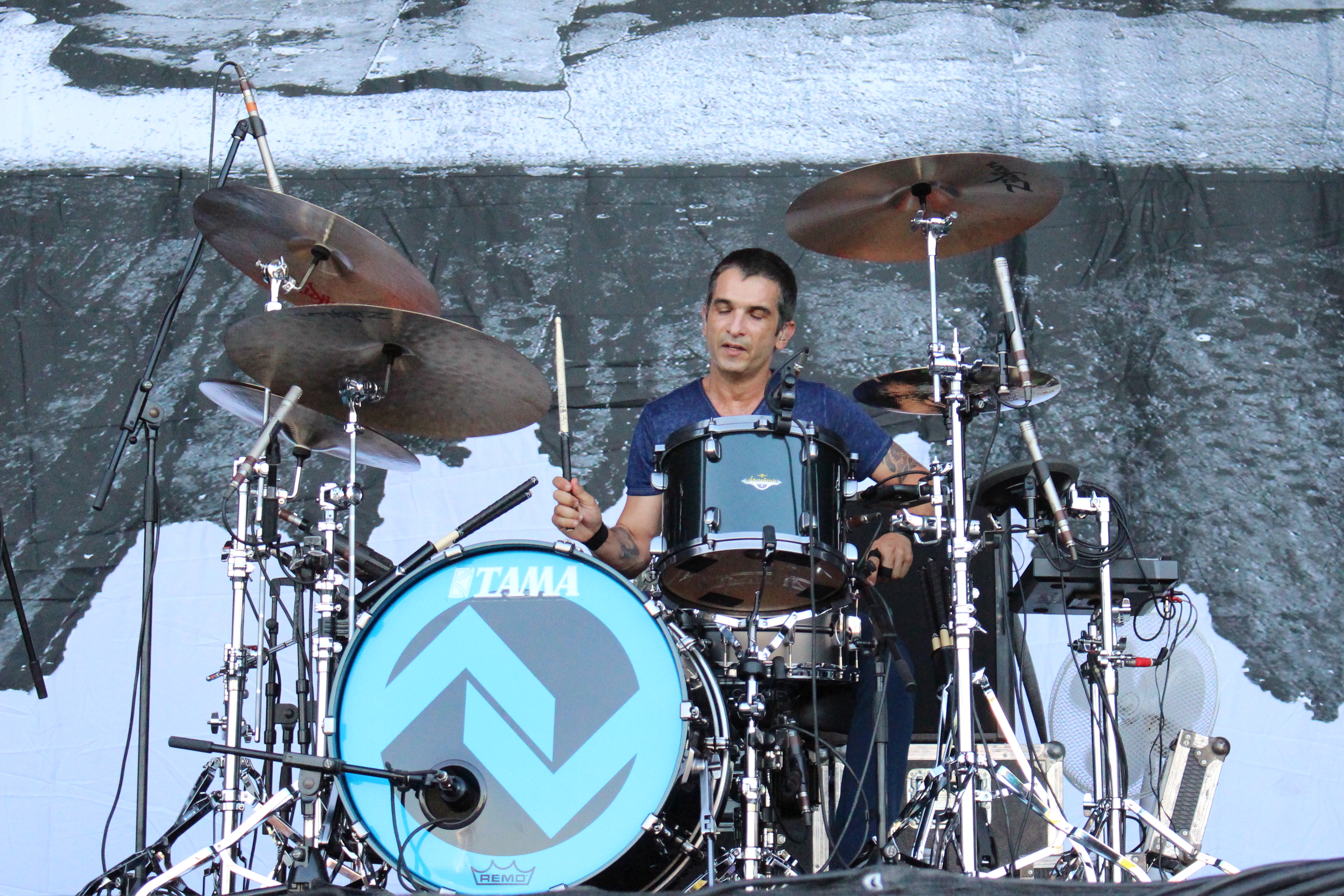
トニー・ハジャー（ドラムス）
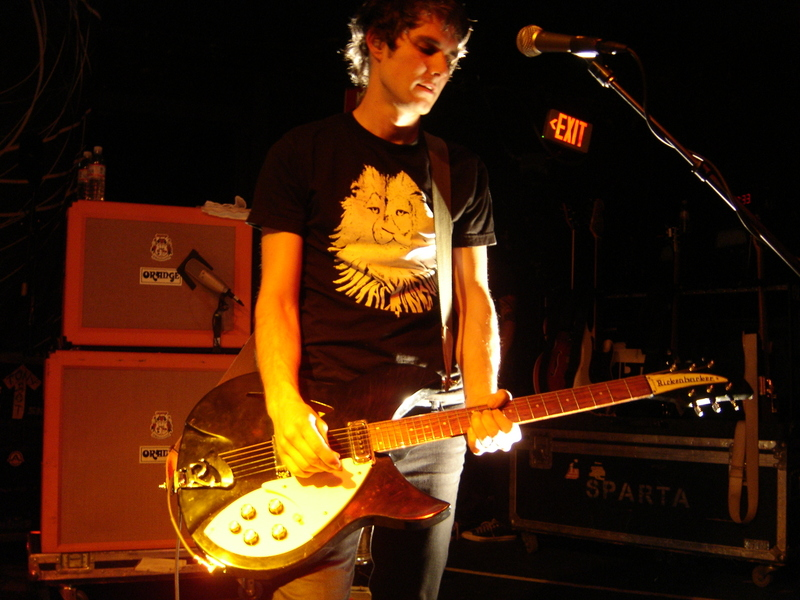
キーリー・デイビス（ギター）

### 元メンバー
- ジム・ワード (Jim Ward 1976年9月19日 - ) (ギター/コーラス/キーボード/ボーカル)

オリジナルメンバー。2016年3月のワールドツアー開催前に脱退。バンドはFacebook上で脱退を発表したものの、理由は明らかにしていない。

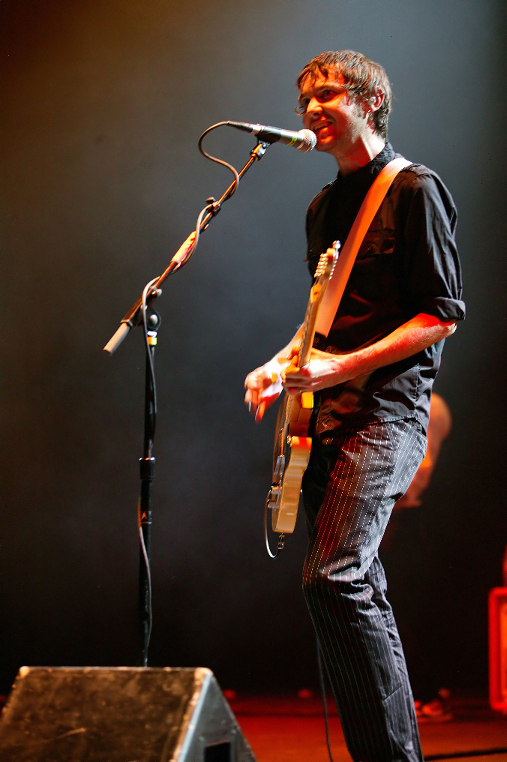
ジム・ワード（ギター）

## ディスコグラフィ

### アルバム
- 『アクロバティック・テナメント』 - Acrobatic Tenement (1997年)
- 『イン・カジノ・アウト』 - In/Casino/Out (1998年)
- 『リレーションシップ・オブ・コマンド』 - Relationship Of Command (2000年)
- 『インターアリア』 - In•ter a•li•a (2017年)

### EPs、コンピレーション
- Hell Paso (1994年)
- Alfaro Vive, Carajo! (1995年)
- El Gran Orgo (1997年)
- 『ヴァヤ』 - Vaya (1999年)
- 『アンソロジー：ディス・ステーションズ・イズ・ノンオペレーショナル』 - This Station Is Non-Operational (2005年)

## 来日公演
- 2000年
  - 5月24日 東京 Shibuya On Air West
  - 5月25日 東京 Shibuya On Air West
  - 5月26日 大阪 Shinsaibashi Club Quattro
  - 8月5日 大阪  WTCオープンエアスタジアム - SUMMER SONIC OSAKA
  - 8月6日 山梨 富士急ハイランド コニファーフォレスト - SUMMER SONIC TOKYO
- 2001年
  - 1月14日 大阪 Bayside Jenny
  - 1月15日 愛知 Nagoya Club Quattro
  - 1月17日 東京 Shibuya-AX
  - 1月18日 東京 Shibuya On Air East
- 2012年
  - 7月29日 新潟 苗場スキー場 - Fuji Rock Festival
- 2016年
  - 8月20日 千葉 幕張メッセ - SUMMER SONIC TOKYO
  - 8月21日 大阪 舞洲スポーツアイランド - SUMMER SONIC OSAKA
- 2017年
  - 9月19日 東京 ZEPP TOKYO
  - 9月22日 大阪 なんば HATCH
  - 9月24日 愛知 名古屋 CLUB QUATTRO

## エピソード
- 2001年11月16日放送のテレビ番組『タモリ倶楽部』の空耳アワーのコーナーで同バンドの楽曲「スリープウォーク・カプセル」の「ど・ど・ど・ど・童貞ちゃうわ!」という空耳が紹介されたことが知られている。この空耳はかなりの好評となり、同年末の空耳アワード2001にてグランプリを獲得。記念品として特製のゴールデン空耳ジャンパーがアット・ザ・ドライヴインに贈呈されたということになっている。